# 桂林遺芳抄
桂林遺芳抄（けいりんいほうしょう）は、室町時代後期・戦国時代前期の公卿・東坊城和長によって著された紀伝道に関する故実書。『群書類従』雑部所収。
和長は文明14年（1482年:23歳）に対策及第までの自身の経験と東坊城家に伝わる先例・記録を元にして、『桂蘂記』（けいずいき）と呼ばれる著作を著していたが、永正12年（1515年:56歳）になって子孫への教育のために改訂増補を行い、紀伝道一般に関する内容を記した書に改めたとされている。
古代から伝えられている紀伝道の先例・故実やその変遷、形骸化したとはいえ当時なお守られ続けてきた紀伝道の作法・手続などについて具体的に記載されている。古代・中世における紀伝道の歴史および室町・戦国期における家学・家業としての紀伝道を知る上で貴重な史料となっている。